# Arintica
L'Arintica és un estratovolcà de Xile, a la regió d'Arica i Parinacota, prop de la frontera amb Bolívia. Es troba al nord del Salar de Surire. El volcà té un cim principal al nord, que s'eleva fins als 5.597 msnm, un cim una mica més baix al sud i un cim subsidiari a l'oest. Entre els cims hi ha una vall glacial. Cinc glaceres, en el passat malinterpretades com a fluxos de lava, drenen vers el Salar de Surire envolten l'Arintica.
La datació per potassi-argó ha donat una edat de 637.000 ± 19.000 anys sobre les roques de l'Arintica. El volcà es va construir en dues fases i s'han trobat colades de lava postglacials mitjançant imatges de Landsat. Un dom de lava de dacita, anomenat Calajata, es troba al sud-oest del volcà. La darrera erupció va tenir lloc durant el Plistocè, però en un mapa de perills de 2011 l'Arintica es considerava un volcà potencialment perillós de Xile.
Un cinturó de boscos de Polylepis envolta el volcà.